# Christopher Higgins
Christopher Higgins, född 2 juni 1983, är en amerikansk professionell ishockeyspelare som för närvarande spelar för Vancouver Canucks i NHL. Han  draftades i första rundan som 14:e spelare totalt av Montreal Canadiens 2002. Efter fyra säsonger i Montreal var han inblandad i en bytesaffär med New York Rangers där Ryan McDonagh, Pavel Valentenko, Doug Janik och Higgins gick till New York i utbyte mot Scott Gomez, Tom Pyatt och Michael Busto. Han spelade dock bara lite över en halv säsong i Rangers innan han i februari 2010 blev bortbytt till Calgary Flames i en bytesaffär där Higgins och Ales Kotalik gick till Calgary i utbyte mot Olli Jokinen och Brandon Prust.